# Agrij
Agrij es una comuna ubicada en el distrito de Sălaj, Rumania.

## Superficie
Posee una superficie de 33,03 kilómetros cuadrados.

## Demografía
Hasta 2021 la población era de 1397 habitantes, con una densidad de población de 42,29 habitantes por kilómetro cuadrado.